# Krzyżne (województwo wielkopolskie)
Krzyżne (Krzyżno) – osada w Polsce położona w województwie wielkopolskim, w powiecie ostrowskim, w gminie Sośnie.
Miejscowość wchodzi w skład sołectwa Granowiec.
W latach 1975–1998 miejscowość należała do województwa kaliskiego.